# Fiji nos Jogos Olímpicos de Inverno de 1988
Fiji participou dos Jogos Olímpicos de Inverno de 1988 em Calgary, no Canadá. Foi a primeira participação do país em Jogos Olímpicos de Inverno.

## Desempenho

### Esqui cross-country
| Atleta           | Evento                  | Final     | Final |
| Atleta           | Evento                  | Tempo     | Pos.  |
| ---------------- | ----------------------- | --------- | ----- |
| Rusiate Rogoyawa | Clássico 15km masculino | 1:01:26.3 | 83º   |